# Ibrahim Djo
Ibrahim Djo est un musicien touareg.

## Biographie
Comme beaucoup de musiciens touaregs de sa génération, Ibrahim Djo découvre la guitare au moment de la rébellion de 90, au travers des cassettes de Tinariwen, alors que sa famille avait trouvé refuge à Timiaouine, en Algérie. Trop jeune pour rejoindre les rangs de la rébellion, Ibrahim décide de s'impliquer à sa façon en apprenant la musique. Il se fabrique d'abord une guitare-bidon avec un morceau de bois et des câbles de frein de vélo, avant de pouvoir acquérir sa première vraie guitare, à l'âge de 15 ans. 
En 2003, il retourne vivre à Aguel'hoc, dans l'Adrar des Ifoghas (Nord-Mali) et se procure rapidement une guitare électrique. Il anime les mariages et les fêtes, puis donne des cours et forme ainsi un grand nombre de jeunes guitaristes de la ville. Il crée alors son propre répertoire. Ses chansons sont des poèmes qui expriment les joies et les souffrances de son peuple. 
En 2005, trois musiciens héraultais (Andrew Sudhibhasilp, Paul Salvagnac et Nicolas Grupp) font un voyage à Aguel'hoc, où ils font la connaissance d'Ibrahim Djo. De cette rencontre va naître le groupe Ibrahim Djo Experience, composé de Ibrahim Djo (guitariste et chanteur), Andrew Sudhibhasilp (basse) Paul Salvagnac (guitariste) et Nicolas Grupp(batteur). Les influences musicales sont essentiellement apportées par le blues malien, les musiques touaregs, mélangés à des sonorités pop rock. 
Leur premier album intitulé Azeman est sorti en 2011.

## Discographie
- 2011 : Azeman